# Летчуэрт
Летчуэрт (англ. Letchworth Garden City, оф. назв. — Летчуэрт-Гарден-Сити) — город в Великобритании в районе Северный Хартфордшир графства Хартфордшир (Англия), на расстоянии примерно 60 км от центра Лондона. Летчуэрт стал первым городом-садом в Великобритании. Основан Раймондом Анвином в 1903 году, по принципам сэра Эбенизера Говарда, согласно которым он должен был стать альтернативой промышленному городу и объединить всё лучшее, что есть в городе и деревне. Город входит в Зелёный пояс Лондона.

## Климат
Согласно классификации климатов Кёппена в Летчуэрт морской климат, такой же, как и в большинстве регионов Великобритании.
| Показатель                    | Янв. | Фев. | Март | Апр. | Май  | Июнь | Июль | Авг. | Сен. | Окт. | Нояб. | Дек. | Год   |
| ----------------------------- | ---- | ---- | ---- | ---- | ---- | ---- | ---- | ---- | ---- | ---- | ----- | ---- | ----- |
| Средний суточный максимум, °C | 5    | 8    | 11   | 13   | 17   | 19   | 22   | 23   | 19   | 14   | 10    | 7    | 14    |
| Средний суточный минимум, °C  | 2    | 2    | 4    | 4    | 7    | 10   | 12   | 12   | 10   | 8    | 5     | 6    | 7     |
| Норма осадков, мм             | 45,1 | 33,9 | 28,7 | 43,9 | 34,9 | 46,6 | 42,1 | 46,9 | 54,9 | 56,8 | 48,0  | 49,8 | 531,6 |
| Источник: метеоданные региона |      |      |      |      |      |      |      |      |      |      |       |      |       |

## Города-побратимы
- Виссен (нем. Wissen),  Германия
- Кристиансанн (норв. Kristiansand),  Норвегия
- Шаньи (фр. Chagny),  Франция

## Летчуэрт в культуре
- Армагеддец (2013) — Часть фильма снималась на улицах и в пабах города, у которых на время съёмок специально изменили названия[4].

## Галерея

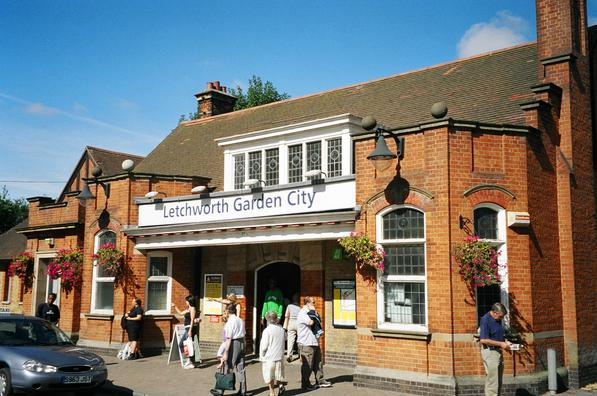
Железнодорожная станция
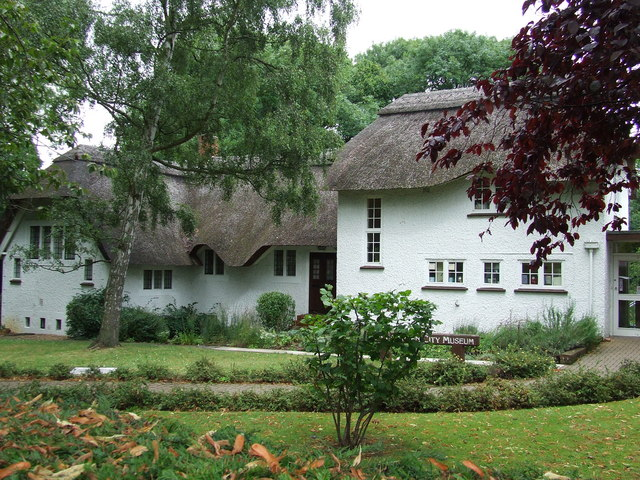
Музей города
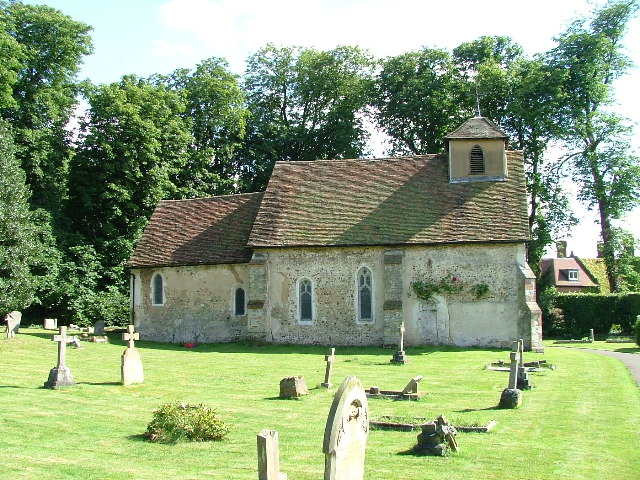
Старая церковь
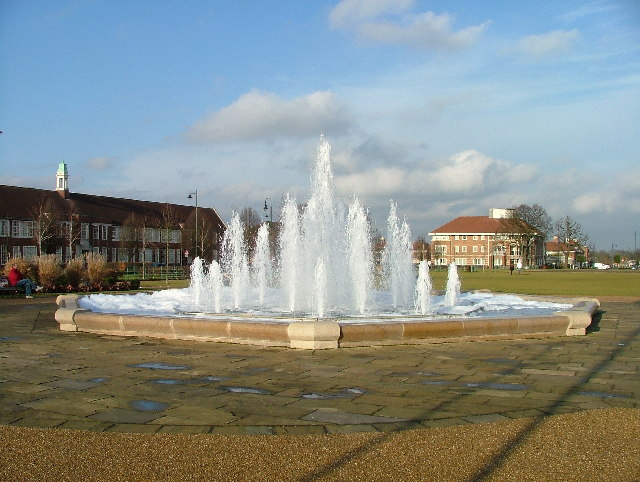
Фонтан в Бродвей-Гарденс
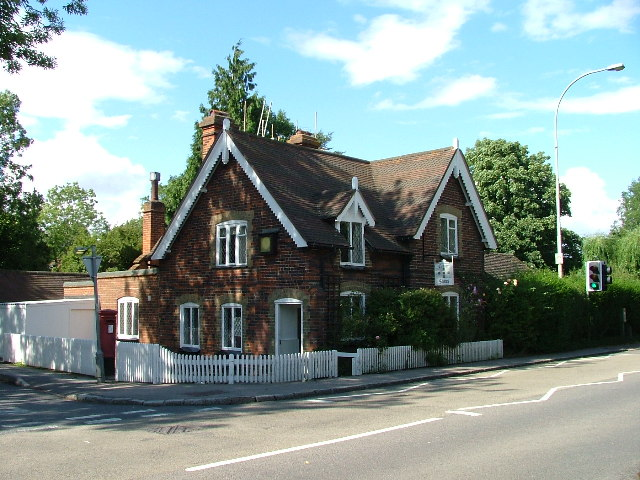
Магазин на углу